# 周巢尘
周巢尘（1937年11月1日—），男，原籍江苏南汇，生于上海，中国计算机理论专家，中国科学院软件研究所研究员、中国科学院院士，长期从事分布式计算、理论计算机科学等方面研究，被认为是中国分布式程序设计理论研究的先驱者和开拓者之一。

## 生平
1937年11月1日生于上海。1958年毕业于北京大学数学力学系。1967年，研究生毕业于中国科学院计算技术研究所。任中国科学院软件研究所研究员，联合国大学国际软件技术研究所所长。

## 奖项和荣誉

### 奖项
2019年获得中国计算机学会终身成就奖。

### 荣誉
1993年当选中国科学院院士（学部委员）。2000年当选为第三世界科学院院士。